# Somdev Devvarman
Somdev Kishore Devvarman (auch Somdev Dev Varman; * 13. Februar 1985 in Guwahati, Assam) ist ein ehemaliger indischer Tennisspieler. Seine größten Erfolge waren das Erreichen des Finales beim ATP-Turnier in Chennai und der Gewinn der Goldmedaille bei den Commonwealth Games 2010 im Einzel.

## Karriere
Devvarman wuchs in der Nähe von Chennai auf, ehe er 2005 die Universität von Virginia besuchte. Für diese war er von 2004 bis 2008 im College Tennis aktiv. Im Mai 2007 wurde er nach Siegen unter anderem über Kevin Anderson und John Isner amerikanischer Meister im Einzel. Im Jahr darauf konnte er seinen Titel verteidigen.
2002 spielte Devvarman erstmals ein kleineres Future-Turnier in Lakhnau, wo er jedoch bereits in der ersten Runde ausschied. Seinen ersten Sieg auf der Future-Tour konnte er beim Turnier im November 2002 in seinem Heimatland verbuchen. Es folgten weitere Turniere, bei denen Devvarman oft in der ersten Runde ausschied. Im März 2004 gewann er sein erstes Future-Turnier im Alter von 19 Jahren in Kalkutta. Zu dieser Zeit belegte er Platz 967 in der Tennis-Weltrangliste.
Am 31. Juli 2006 bestritt Devvarman erstmals ein Turnier im Rahmen der ATP Tour. In Washington schied er in der ersten Runde gegen den Argentinier Edgardo Massa mit 4:6 und 0:6 aus. Im Januar 2008 gewann der Inder ein weiteres Future-Turnier in den Vereinigten Staaten, im Juni desselben Jahres folgten zwei weitere Turniersiege, im Juli konnte Devvarman sein erstes Challenger-Turnier gewinnen. Bei diesem Turnier in Lexington schlug er bekannte Spieler wie Bobby Reynolds, Xavier Malisse und Robert Kendrick. Im August 2008 konnte der junge Devvarman erstmals ein Viertelfinale bei einem ATP-Turnier erreichen. In Washington schlug er Taylor Dent und Robert Kendrick, unterlag dann jedoch Igor Kunizyn.
Das Turnier in Chennai im Januar 2009 ist einer von Devvarmans größten Erfolgen. Nachdem er Kevin Kim, Carlos Moyá und Ivo Karlović geschlagen hatte, zog er kampflos gegen Rainer Schüttler – aufgrund einer Verletzung des Deutschen – ins Finale des Turniers ein. Hier unterlag er jedoch Marin Čilić in zwei Sätzen. Im Jahr 2010 gelang es Devvarman bei den Commonwealth Games 2010 in Indien im Finale den Australier Greg Jones zu besiegen und damit die erste Goldmedaille im Herreneinzel in der Geschichte der Spiele zu gewinnen. Im Februar 2011 erreichte Devvarman in Johannesburg zum zweiten Mal in seiner Karriere ein ATP-Finale. Dort gewann er gegen Kevin Anderson zwar den ersten Satz, verlor jedoch letztlich in drei Sätzen.
Am 1. Januar 2017 beendete er seine Karriere.

## Erfolge
| Legende (Anzahl der Siege)                       |
| Grand Slam                                       |
| Tennis Masters Cup ATP World Tour Finals         |
| ATP Masters Series ATP World Tour Masters 1000   |
| ATP International Series Gold ATP World Tour 500 |
| ATP International Series ATP World Tour 250      |
| ATP Challenger Tour (7)                          |

### Einzel

#### Turniersiege
| Nr. | Datum              | Turnier       | Belag     | Finalgegner          | Ergebnis       |
| --- | ------------------ | ------------- | --------- | -------------------- | -------------- |
| 1.  | 27. Juli 2008      | Lexington     | Hartplatz | Robert Kendrick      | 6:3, 6:3       |
| 2.  | 26. September 2010 | Izmir         | Hartplatz | Marsel İlhan         | 6:4, 6:3       |
| 3.  | 23. Februar 2014   | Neu-Delhi (1) | Hartplatz | Alexander Nedowessow | 6:3, 6:1       |
| 4.  | 22. Februar 2015   | Neu-Delhi (2) | Hartplatz | Yuki Bhambri         | 3:6, 6:4, 6:0  |
| 5.  | 11. Juli 2015      | Winnetka      | Hartplatz | Daniel Nguyen        | 7:5, 4:6, 7:65 |

#### Finalteilnahmen
| Nr. | Datum           | Turnier      | Belag     | Finalgegner    | Ergebnis      |
| --- | --------------- | ------------ | --------- | -------------- | ------------- |
| 1.  | 11. Januar 2009 | Chennai      | Hartplatz | Marin Čilić    | 4:6, 6:73     |
| 2.  | 6. Februar 2011 | Johannesburg | Hartplatz | Kevin Anderson | 6:4, 3:6, 2:6 |

### Doppel

#### Turniersiege
| Nr. | Datum            | Turnier  | Belag     | Partner               | Finalgegner                  | Ergebnis           |
| --- | ---------------- | -------- | --------- | --------------------- | ---------------------------- | ------------------ |
| 1.  | 21. April 2013   | Sarasota | Sand      | Ilija Bozoljac        | Steve Johnson Bradley Klahn  | 6:75, 7:63, [11:9] |
| 2.  | 28. Februar 2015 | Kalkutta | Hartplatz | Jeevan Nedunchezhiyan | James Duckworth Luke Saville | kampflos           |

#### Finalteilnahmen
| Nr. | Datum         | Turnier     | Belag     | Partner           | Finalgegner                 | Ergebnis    |
| --- | ------------- | ----------- | --------- | ----------------- | --------------------------- | ----------- |
| 1.  | 31. Juli 2011 | Los Angeles | Hartplatz | Treat Conrad Huey | Mark Knowles Xavier Malisse | 6:73, 7:610 |